# Hyalesthes producta
Hyalesthes producta är en insektsart som beskrevs av Lethierry 1889. Hyalesthes producta ingår i släktet Hyalesthes och familjen kilstritar. Inga underarter finns listade i Catalogue of Life.